# 乾罗
乾罗（？—？），是慕容部一位半神话的的祖先。

## 生平
据南朝时成书的《述异记》记载，突然的一个晚上，乾罗身着金银制成的襦铠，骑着白马，白马使用金银制成的马鞍和带嚼口的笼头，从天而降。鲜卑人认为乾罗是神，推举他为酋长。乾罗就是慕容廆的直系祖先。